# 自殺危機
自殺危機是指一个人试图以及準備自杀。自殺危機是一種醫療緊急情況，需要立即干预和紧急救治，例如拨打危機熱線或将試圖自殺者送往最近的医院。当一个人无法克服困難并认为自杀是唯一解决方案时，就会出现自杀倾向。 大多数自杀者自殺前都有征兆。 